# …Baby One More Time
…Baby One More Time är det första studioalbumet av amerikanska popsångerskan Britney Spears, utgivet 12 januari 1999. Albumet har fram till 2012 sålts i över 30 miljoner exemplar ...Baby One More Time blev därmed det bäst säljande debutalbumet av en kvinnlig artist någonsin.

## Låtlista
1. "…Baby One More Time"
2. "(You Drive Me) Crazy"
3. "Sometimes"
4. "Soda Pop"
5. "Born to Make You Happy"
6. "From the Bottom of My Broken Heart"
7. "I Will Be There"
8. "I Will Still Love You"
9. "Deep in My Heart"
10. "Thinkin' About You"
11. "E Mail My Heart"
12. "Beat Goes On"
13. "I'll Never Stop Loving You" (Bonusspår)
14. "Autumn Goodbye" (Bonusspår)
15. "…Baby One More Time" [Davidson Ospina Radio Mix] (Bonusspår)
16. "…Baby One More Time" [Boy Wunder Radio Mix] (Bonusspår)

## Singlar
- "…Baby One More Time"
- "Sometimes"
- "(You Drive Me) Crazy"
- "Born to Make You Happy"
- "From the Bottom of My Broken Heart"